# Digerdöden

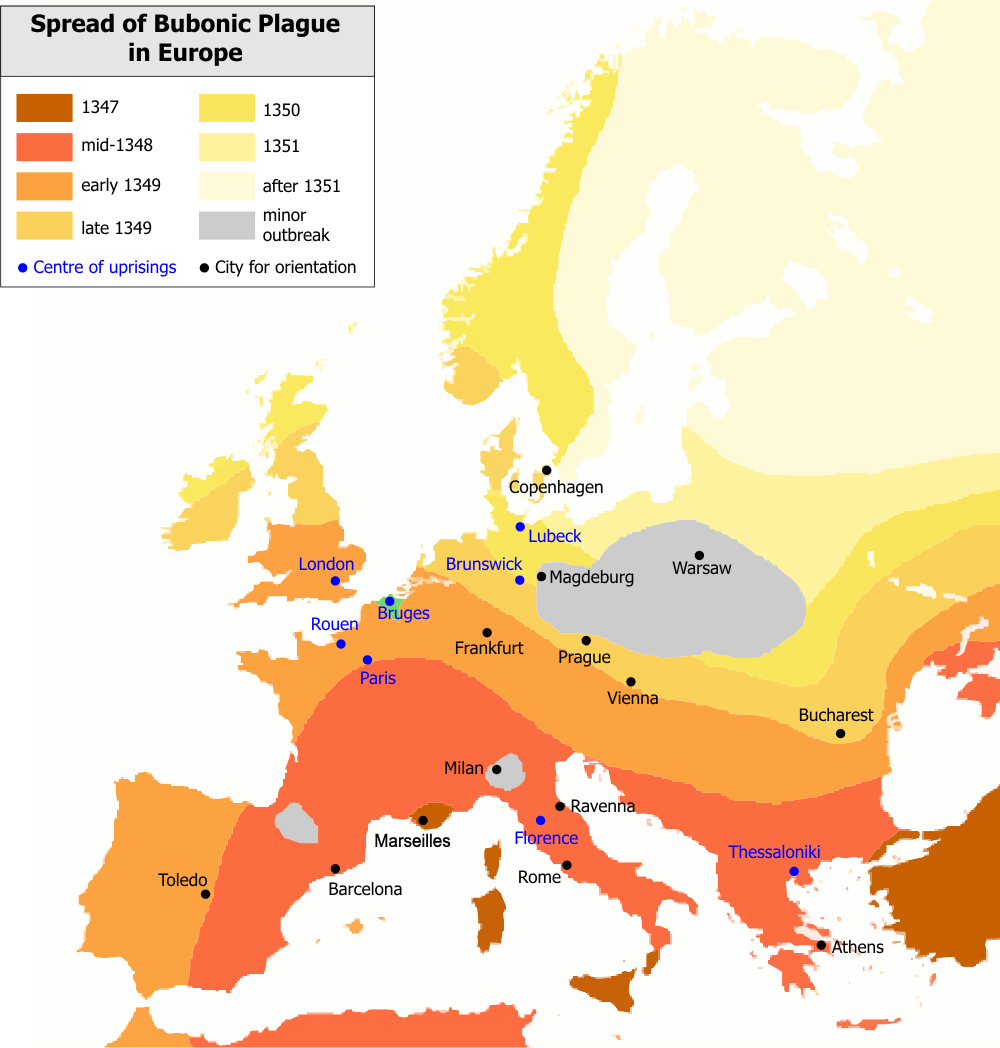
Engelskspråkig karta över hur digerdöden spreds i Europa: de trakter som drabbades tidigare har mörkare färg.

Digerdöden, också kallad svarta döden eller den stora döden, var en zoonotisk pandemisk sjukdom under medeltiden som i genomsnitt dödade var tredje person i Europa. Sjukdomen orsakades av bakterien yersinia pestis, och var Europas värsta utbrott av pest.
Namnet "digerdöden" kommer från fornsvenskans digher som betyder ’stor’, belagt första gången på en gotländsk grav från 1300- eller 1400-talet. I andra delar av Europa benämns katastrofen ofta med en ordkombination som inkluderar ordet svart. Kanske syftade detta på någon av de fysiska förändringar som skedde efter att en person hade insjuknat – antingen på bölderna eller på fläckarna som kunde uppträda i ett senare stadium av sjukdomsförloppet. 
Alla de tre formerna av pest – böldpest, lungpest och blodpest – förekom under digerdöden. Dödligheten i böldpest varierade mellan 30 och 70 procent medan den vid de båda andra formerna var nära nog hundraprocentig. Detta pestutbrott började i Kina 1334 och spred sig sakta västerut via de handelsvägar som etablerats och som var en länk mellan öst och väst. År 1346 var pesten framme i Egypten och Syrien för att via Krim nå Europa. Våren 1347 anlände pesten till Konstantinopel och på hösten nådde den Messina på Sicilien, troligen tillsammans med två fartyg från Kaffa på Krim.
Upp till 25 miljoner personer kan ha dött i Europa, och 75 miljoner globalt.

## Orsaken till pesten

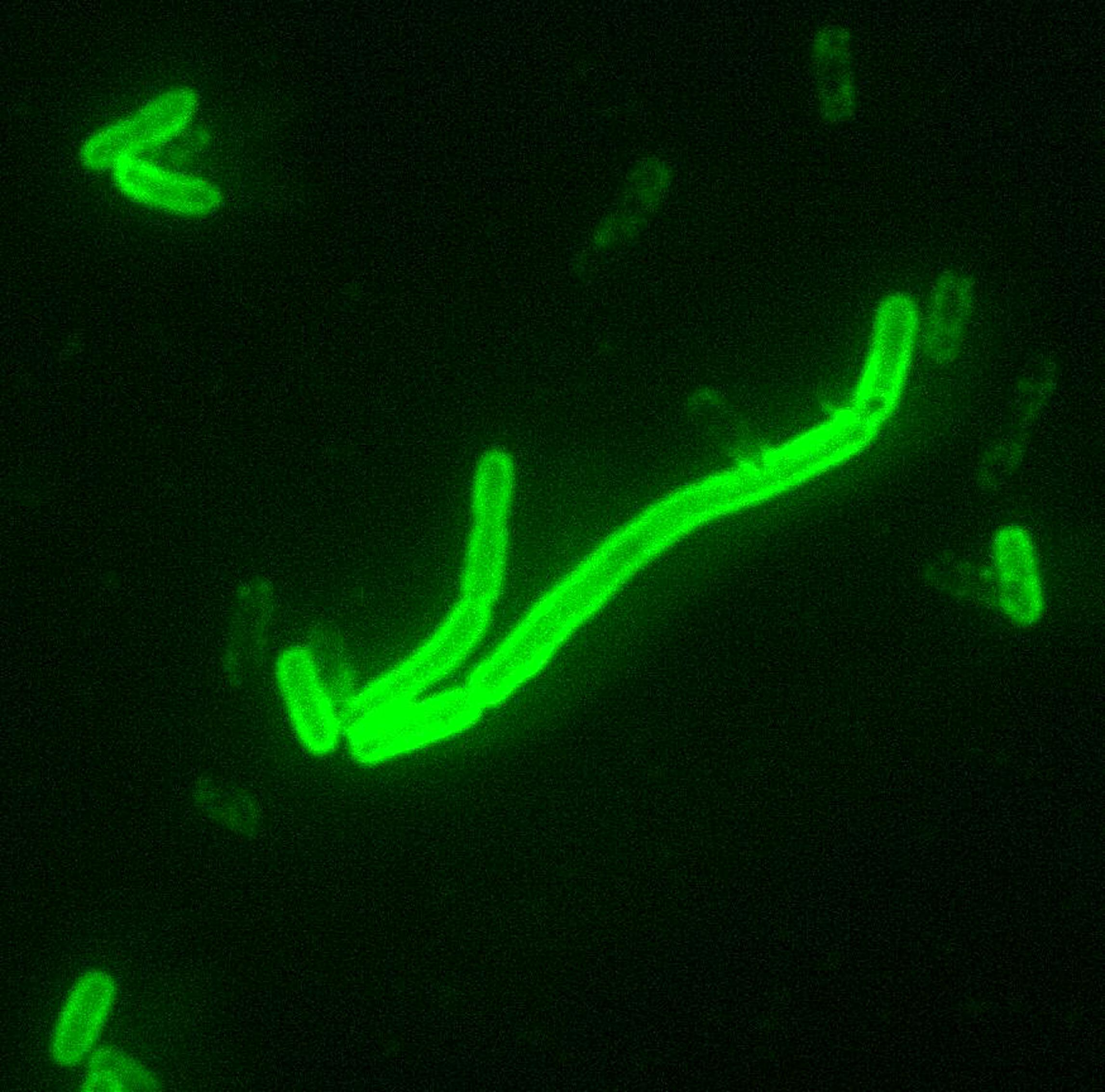
Yersinia pestis.

Pesten orsakas av bakterien Yersinia pestis. År 2011 lyckades forskare återskapa DNA från fyra kroppar från kyrkogården East Smithfield i London. Att sjukdomen fick sådan spridning och så hög dödlighet ska ha berott på miljöförändringar med kallare klimat och mycket regn samt krig med undernäring som följd, snarare än förändringar som gjort bakterien mer aggressiv. I mars 2013 hittades rester av en annan kyrkogård i London i samband med ett järnvägsbygge. Enligt arkeologer kan det vara 50 000 offer som hade begravts där efter digerdödens utbrott. Analyserna visade att de testade personerna bar på pestbakterien. Isotophalterna i skelett och tänder tyder också på att många var undernärda. 16 procent led av rakit, eller engelska sjukan, och många hade skador i ryggen som tyder på hårt arbete.
Yersinia pestis har tidigare antagits spridas via pestloppan Xenopsylla cheopis, som angriper gnagare, framförallt råttor men också hamstrar och ekorrar. På medeltiden var det främst svartråttan som var värd för loppan, den kallas också för hus- eller skeppsråtta och levde i nära anslutning till människor. Bakterien överförs till människan antingen genom bett från en infekterad loppa, eller genom direktkontakt med ett annat infekterat värddjur, såsom en råtta eller en annan människa. Loppan angriper inte i första hand människan, men om loppans värddjur dör sjunker dess kroppstemperatur och blodet koagulerar och loppan söker sig då till en ny värd. Den nya värden är oftast en annan råtta, men i en trång miljö med många infekterade råttor är sannolikheten hög att en del loppors nya värdar istället blir människor. När bakterien väl infekterat människor överför dessa snabbt smittan till andra genom hostningar, kräkningar eller nysningar.
Yersinia Pestis påverkar även loppan själv. Bakterien sprids från infekterade loppor till värddjur, och sedan till friska loppor via infekterade värddjur. I loppan förökar sig bakterien tills den blockerat hela loppans mag– och tarmkanal och den allt hungrigare loppan biter då fler och fler offer, vilket också är den bidragande faktor till den snabba spridningen av pesten.
Nyare teorier gör gällande att spridningen av Yersinia pestis – och därmed pesten – inte skulle ha skett via Xenopsylla cheopsis. Istället antas människoloppan (Pulex irritans) ha fört pesten från människa till människa.
2022 hittades DNA efter Yersinia pestis i mänskliga kvarlevor, i tre gravar i Kirgizistan, daterade 1338 och 1339. Det verkar vara ursprunget till alla moderna former av bakterien. I belägringen av Kaffa på Krimhalvön 1346 uppstod det första utbrottet med denna linje av bakterien, och den spred sig senare över Europa. Arvsmassan i bakterier som idag finns hos silkesapor i Kirgizistan, ligger närmast den som nu identifierats i de tre gravarna, vilket antyder att det också var här som smittan gick över från djur till människa. 

## Olika sorters pest och symptom

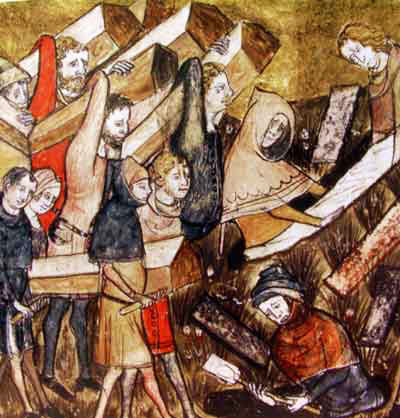
Pestoffer begravs i Tournai.

Det fanns huvudsakligen tre former av sjukdomen: böldpest, blodpest och lungpest. Det rör sig dock i grund och botten om samma sjukdom. Böldpest är inte lika dödlig som lungpest, men smittar betydligt fler. En människa som drabbats av böldpest är inte smittspridaren, utan det är lopporna och råttorna. Om alla smittbärande råttor och loppor kunnat elimineras, hade inte den smittade personen varit farlig för sin omgivning. I det andra fallet, lungpest, är det människan som smittar, men vanligen dör man så snabbt att man inte hinner sprida sjukdomen till speciellt många. Om man hade fått böldpest så fick man stora bölder över hela kroppen och dessa kunde vara lika stora som äpplen och var också väldigt variga. Mellan 50 och 80 procent av alla som fick böldpest dog, så även om dödligheten var mycket hög fanns det en chans att överleva. Blodpest yttrade sig i stora mörka fläckar på kroppen ungefär som blåmärken, men var mycket större och mörkare. Samtliga människor som fick blodpest dog. Vid lungpest började man att hosta blod och dog sedan hastigt. Även här var dödligheten nästintill 100 procent.
De första sjukdomstecknen var stelhet och frusenhet. En stickande känsla uppstod. Detta följdes av en brännande hetta. I nästa fas växte en hård böld fram ur lymfkörtlarna, vanligtvis i armhålan eller vid ljumsken. Svullnaderna blev svarta, och fyllda med var och blod. Därefter uppstod svarta fläckar på huden på grund av inre blödningar. Den pestsmittade plågades svårt och dog vanligen inom fem dagar. Många fick i stället för bölder hög feber, angrepp på lungor och andningsvägar, blodiga upphostningar och blod i urin och avföring. Dessa offer dog snabbare, vanligen inom tre dygn och ibland så snabbt som inom ett dygn.
Enligt en officiell beräkning som presenterades för påven Clemens VII skall 42 miljoner människor ha dött i pesten. Siffran i sig är ren spekulation, men den är troligen av rätt storleksordning.

## Spridningshistoria

Engelskspråkig karta över pestens utbredning i Europa (1345–1353).

Ett av de första kända offren för pesten var Kutluk, vid sjön Ysyk-Köl. Staden var en handelspost mittemellan Europa och Asien.

### Digerdödens ankomst till Europa
Digerdöden kom troligen till Europa från staden Kaffa på Krim där genuesarna hade en koloni. Kaffa var en viktig handelsknutpunkt och blev belägrad av mongolerna under ledning av kiptjakkhanen Jani Beg, ättling till Djingis Khan. Handelsstaden stod i vägen för Jani begs expansionsplaner västerut. Pesten bröt först ut bland de anfallande styrkorna år 1346 och mongolerna försvagades betydligt av farsoten. Innan tillbakadragningen slungade dock Jani beg med hjälp av kastmaskiner in pestlik över stadens murar, som "biologiskt stridsmedel" för att slå ut stadens försvar. Därmed var också pesten innanför murarna.
Panik utbröt bland försvararna innanför murarna. Fartygen som legat instängda i hamnen stormades, belägringen var bruten, och mongolerna hindrade inte längre deras avfärd. Infekterade genuesiska sjömän begav sig iväg från Kaffa till Genua, ovetandes om att de hade pesten ombord. Under resorna decimerades besättningen till följd av pesten, fartyg förliste eller drev i land och spred pesten vidare. Minst ett fartyg anlände till Messina på Sicilien och spred därigenom sjukdomen till Sydeuropa. Den stora döden förändrade också människors tankesätt. Döden fick större utrymme i konsten, många folk gjorde tavlor med döden och människor med stora bölder som kom från pesten.

### Digerdöden sprider sig norrut i Europa
Från Sicilien spred sig snart pesten till Italien där den spred sig vidare norrut och västerut. I väster anlände den till Spanien för att sedan vända norrut. Till Frankrike kom den till Marseille den 1 november 1347, för att ett par månader senare vara framme vid dåvarande påvestaden Avignon, där den först bröt ut i ett kloster. Alla munkarna utom en dog över en natt. Sommaren år 1348 var pesten framme vid Paris. 
England hade stora områden söder om Engelska kanalen vid Calais dit smittan nådde och sedan hade den snart spridit sig över kanalen  till England. Från Frankrike spred sig farsoten även österut, mot Nederländerna och Tyskland.

### Digerdöden i Norden

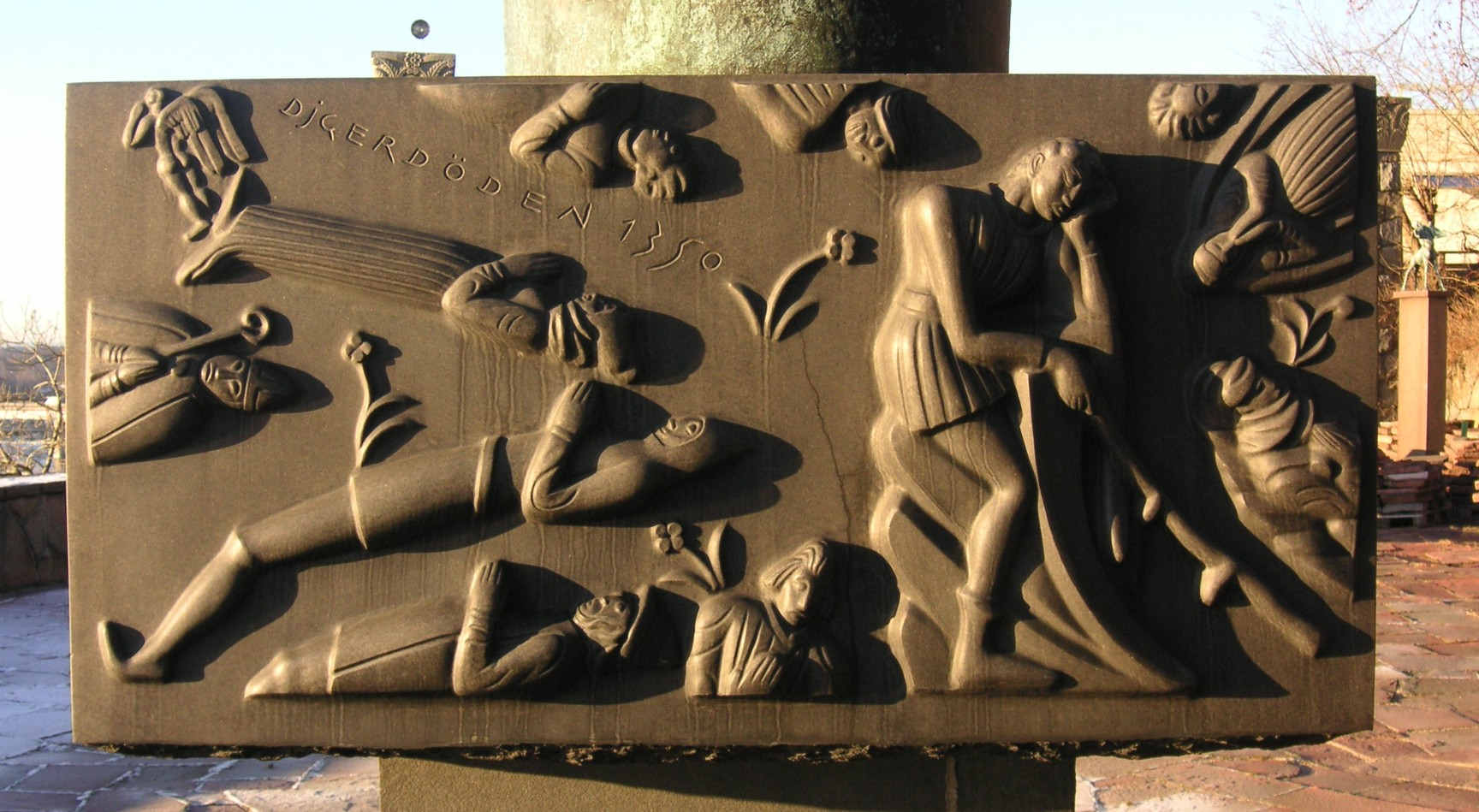
Reliefskulptur av Carl Milles föreställande digerdöden. Folkungabrunnen i Linköping.

Norge var det första nordiska land som hemsöktes av pesten. Sommaren 1349 kom ett av Hansans handelsfartyg seglande från England och anlände till Bergen. Det är oklart om fartyget hade några överlevande ombord eller om det drev omkring. De norrmän som lastade av fartyget blev snabbt sjuka och pesten hade därmed fått sitt fäste i staden. Enligt traditionell historieskrivning skall pesten spridit sig österut därifrån. Enligt Ole Jørgen Benedictow(en) är det dock troligt att pesten redan tidigare hade börjat spridas från Oslo-trakten, men att man på grund av allmän brist på källor har fokuserat på Bergen då isländska skribenter har skrivit ned berättelsen om fartyget i Bergen.
Våren 1350 spreds pesten till Sverige. Källorna är fåtaliga: det finns ett brev från kung Magnus Eriksson där han uppmanar menigheten i Linköpings stift att gå i kyrkan, skänka pengar till kyrkan att dela ut bland de fattiga, och iaktta extra hård fasta om fredagarna. Från Gotland finns också en notis om att man tillfångatagit en man vid namn Tidericus som fått i uppdrag av judar att förgifta brunnar. Om man antar att digerdöden skördade lika stor andel av Sverige befolkning som i övriga Europa, 30 till 40 procent, dog mellan 225 000 och 300 000 personer i Sverige.
Enligt en dansk folksaga skall pesten kommit till landet genom att ett redlöst norskt skepp från England strandade vid Jyllands västkust. Kustbefolkningen förde i land varorna och därigenom pesten. Den fick fäste och spred sig över hela Danmark, där den mötte den pestvåg som var på väg norrut från Tyskland. Kronologin är dock osäker; Själlandskrönikan har osannolika uppgifter om att pesten skall ha härjat i landet redan 1348 och andra källor meddelar att den var kvar där 1350.
Pestens härjningar i Norden har främst studerats genom ödegårdsprojektet. Resultatet var att länderna drabbades i ungefär lika mån som resten av Europa, möjligen med undantag av Finland. 
Från Tyskland spred sig pesten till Ryssland och Novgorod.

## Varför pesten fick så stor spridning

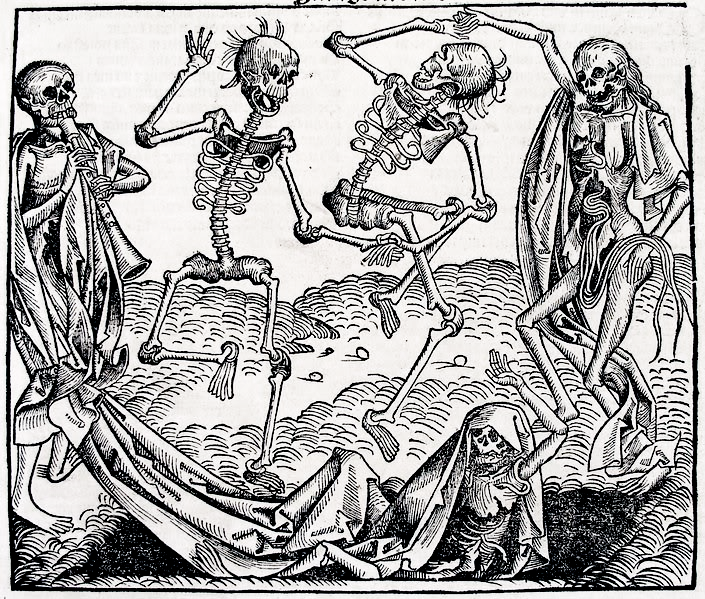
Dödsdansen blev ett populärt motiv i och med pesten.

Vad vi vet har pest inte spridits så omfattande, varken förr eller senare, aldrig har så många dött och aldrig har så stora områden drabbats som under digerdöden. Dock var Justinianska pesten på 500-talet av liknande storleksordning, och större andel av befolkningen i Mexiko – 80 procent – drabbades av Cocoliztli-epidemin 1545–1548. Den medeltida människan reste i större omfattning än tidigare, handeln var omfattande och pesten spred sig vanligen mellan handelsknutpunkterna vid kusterna, men den spred sig också inåt länderna. De medeltida städerna var trånga och gatorna var ibland bara någon meter breda. Människor var fattiga och smutsiga och det de ville bli av med slängdes ut på gatan, där svin gick och bökade runt och råttor smög omkring. En perfekt miljö för bakterier att utvecklas i.
Det finns också teorier om att människors immunförsvar var försvagat till följd av att åkerjordarna hade utarmats på grund av hårt befolkningstryck.
Böldpest sprids via blod av loppan Xenopsylla cheopis som lever på gnagares blod. Svartråttan, som fungerade som värd för loppan, var etablerad kring Medelhavsområdet redan under antiken. Bakterierna tycks också ha varit särskilt elakartade denna gång, vilket bland annat framgår av att pesten uppträdde under alla sina tre former. Pesten försvann inte utan återkom vid senare tillfällen, men blev endast av lokal karaktär, ofta på slagfält. Pesten bekämpades försöksvis genom karantän och genom förbättrad hygien. Den svarta råttan trängdes undan av den starkare, men också folkskyggare brunråttan som kom till Europa vid 1500-talets mitt. Som vid alla andra epidemiska sjukdomar utvecklade människan förmodligen en viss resistens.

## Medeltidens syn på pesten
Digerdödens snabba framfart skrämde människor. Ingen visste egentligen vad den fruktansvärda sjukdomen berodde på och hur den skulle stoppas. Olika försök gjordes att förklara pesten. 
Vissa hänvisade till övernaturliga orsaker. Det fanns de som trodde att pesten spred sig med vinden och att det gick att skydda sig genom att utestänga den förgiftade luften. Fönstren skulle ha rutor av glas eller vara täckta av vaxat tyg, så att inte luften trängde in i huset. Bara om nordanvinden blåste ren och klar omkring middagstiden, kunde den utan fara släppas in. Kom vinden söderifrån, var det livsviktigt att hålla stängt.  
Trots alla råd dog människor i hundratusentals; ingenting tycktes hjälpa. Många var övertygade om att jordens undergång var nära. En stor del av dessa människor menade att det gällde att leva nu, leva gott och så länge det gick. Tvärtemot läkarnas förmaningar om stillhet och försiktighet med mat och dryck och att undvika alltför stor kontakt med människor gjorde de precis vad de tyckte om; här gällde det att ta för sig av livets goda för man kunde ju faktiskt snart vara död. 
Men att leva på det sättet var bara att förarga Gud ännu mer, varnade några präster. För enligt dem var det just det som digerdöden berodde på – människorna hade syndat och Gud bestraffade dem genom digerdöden. Enda möjligheten att stoppa pesten var alltså att blidka Gud, till exempel genom att delta i botgörartåg, där människor drog fram på gatorna och vägarna i tusental klädda i trasor, barfota och ibland med ett rep runt halsen. De klagade högljutt, grät och slet sitt hår och slog sig blodiga med piskor, och fördömdes 1349 av Påve Clemens VI, som också utfärdade flera bullor för att beskydda judarna, som också fått skulden, och lät dem få en fristad i Avignon.

### Gisslartågen
En särskild form av botgörartåg var de så kallade gisslartågen. Ett gissel är en slags piska försedd med spetsiga, vassa taggar, som deltagarna slog sig med. Gisslartåget skulle påminna om Jesu lidande och pågå i trettiotre dagar, lika många som de år som Jesus själv levt på jorden. De gick från stad till stad, från by till by och med gisslet slog flagellanterna den i tåget närmast framförvarande blodig på ryggen. Fenomenet fanns redan före pesten, och till en början var gisslarna till och med sanktionerade av påven.
Gisslarna började emellertid angripa kyrkan. De förkastade flera av kyrkans viktigaste lärosatser, bikten och absolutionen, avlaten och själamässorna. De tyckte att kyrkans män levde ett syndigt liv och gisslarna ville överta deras uppgifter. Präster som försökte hindra dem angreps med våld och kyrkans gudstjänster stördes.
I början av offensiven hade de stöd av befolkningen som delade deras uppfattning om prästerskapet, men snart skedde en stor omsvängning. Det började i Strasbourg, där borgarna plötsligt vägrade att hysa gisslarna i sina hem. Stadskrönikören i Strasbourg, Closener, har skildrat hur gisslarna förändrades socialt:
| ” | De hederliga människorna drog sig tillbaka. Gisslarna fick i stället tillskott av dagdrivare och vagabonder, som vägrade arbeta och ägnade större iver åt att karessera damer än att gissla sig. Många kvinnor och jungfrur återvände från dem, som jag hört, inte sällan havande. | „ |

Andra mer enkla och naturliga förklaringar till att borgerskapet vände sig mot gisslarna kan ha varit att pesten bröt ut i Strasbourg medan gisslarna ännu var kvar i staden. Gisslarna kan själva ha fört med sig smittan från Österrike. Detta kan ha bidragit till att borgarna inte längre ville agera värdskap. Gisslarnas blodiga botgöring visade sig vara verkningslös. Politiskt agiterade de för döva öron. Gisslarna hälsades inte längre med klockringningar under sin färd genom Tyskland och i många städer stängdes stadsportarna framför dem. Det slutade med att påven bannlyste gisslarna och rörelsen dog snabbt ut.

### Judeförföljelsen
Se vidare Antisemitism och Pogromer under digerdöden.

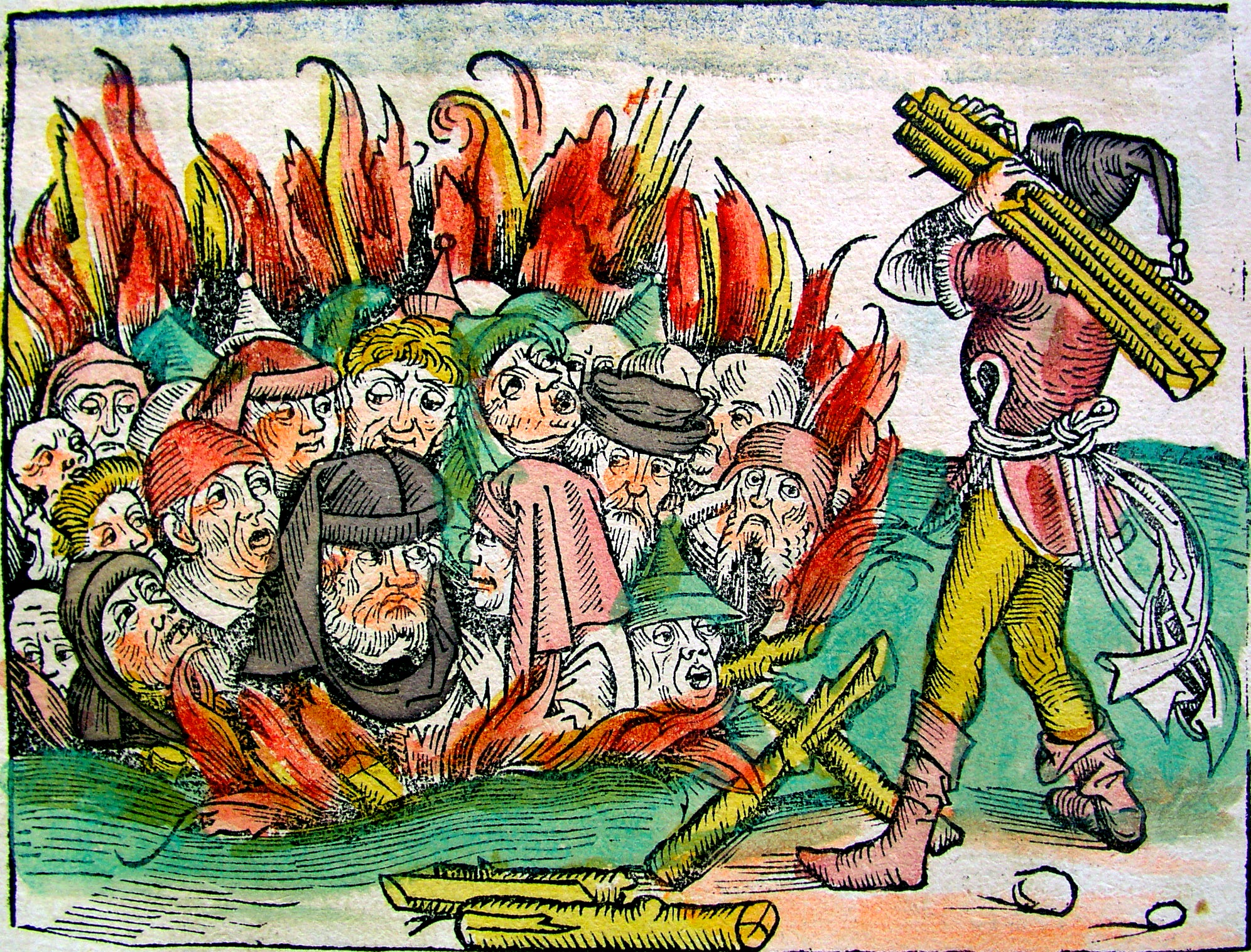
Judar bränns levande som straff efter att lögnaktigt anklagats för att de spridit pesten. Ur Nürnbergkrönikan 1493.

Det var naturligtvis kampanjen mot kyrkan som var den främsta orsaken till påvens ingripande, men i bullan nämner han också en annan orsak. Gisslarna hade genom sin agitation hetsat till judeförföljelser och vädjat till folks hat och avund. Folk i de städer och platser som ännu inte drabbats blev alltmer förtvivlade och menade att någon måste vara skyldig till denna mänskliga katastrof. De trodde helt och fullt att detta var Guds verk, men någon måste folks förtvivlan riktas mot. 
Folk ansåg att judarna var kristendomens värsta fiender och att judarna låg bakom pesten. De spred ut att judarna förgiftat brunnar och därigenom hade spridit pesten. Hetsen mot judarna tog fart. Judarna klädde sig annorlunda och var därför lätta att känna igen. Judarna hade sin egen religion och erkände inte Jesus som Guds son och världens frälsare. Många kyrkliga ledare påpekade gärna att de som korsfäst Jesus var just judar. Judehatet var således ingen ny företeelse, men den fick sig en rejäl skjuts framåt under digerdöden. Det var judarna som bedrev utlåning av pengar till kungar och affärsmän, mot hög ränta eftersom det var riskfyllt att låna ut pengar. På medeltiden fick inte kristna låna ut pengar mot ränta och det var en av de få saker judar kunde ägna sig åt eftersom de var utestängda från gillen och skrån. Att döda judar var ett bra sätt att bli av med både långivare och skuld, tyckte åtskilliga kristna affärsmän.
Den 14 februari 1349 inträffade Valentindagsmassakern, i vilken judarna i Strasbourg gavs två alternativ: att konvertera eller att dö. 1 000 judar brändes levande, men den genomförda massakern räddade inte staden undan pestens härjningar. Fem månader efter massakern drabbade farsoten staden, och förorsakade ytterligare 16 000 dödsfall i staden.
På flera ställen i Europa brändes judar på bål. Undantaget var England och Frankrike, där judarna körts ut tidigare. Det fanns förvisso judar som erkände att de förgiftat brunnar, men med de medeltida förhörsmetoderna som fanns var det inget underligt med det – med hjälp av sträckbänk och andra tortyrredskap framtvingades de mest besynnerliga erkännanden. Det finns all anledning att misstänka att de kristna inte alls på fullt allvar trodde att judarna låg bakom pesten. Skälen var ekonomiska och ett allmänt judehat i samhället. Många judar fann fristad i Polen, där de kom att leva kvar fram till nazisternas utrotningsförsök på 1940-talet.

## Följderna av pesten
Efter digerdöden förbättrades folks levnadsvillkor. Kanske så många som hälften av Europas befolkning dog. Kött blev ett mycket vanligare födoämne för folk i gemen då kreaturskötseln fick ett nytt uppsving på jordar som övergivits. Boskapen drabbades inte av pesten, och det var färre människor som skulle dela på födan. Åkermarken och spannmålen räckte åt alla. De magraste markerna behövdes inte längre som åkermark, och där växte skogen upp på nytt och gav trä, som var en viktig råvara för fartyg, byggnader och medeltida redskap och maskiner.
Folkminskningen ledde till brist på arbetskraft. Godsägarna tvingades ta hänsyn till böndernas krav på höjda löner och förbättrade villkor. Bönderna kunde alltmer välja mellan olika arbetstillfällen och blev på så sätt rörligare och självmedvetna. Motsättningar uppstod mellan bönder och godsägare, som med tiden ledde till bondeuppror på flera håll i Europa. I Östeuropa, som var relativt förskonat från smittan, gick istället bönderna till att bli mer livegna.